# Uta emmascarat
L'uta emmascarat (Pseudochirulus larvatus) és una espècie de marsupial de la família dels pseudoquírids. Viu a Papua Nova Guinea.